# Iron Sky
Série
Iron Sky 2
(2019)
Pour plus de détails, voir Fiche technique et Distribution.
Iron Sky est un film de science-fiction humoristique finlando-germano-australien réalisé par Timo Vuorensola, sorti en 2012.

## Synopsis
2018. Une mission lunaire est envoyée dans l'espace à des fins électoralistes pour aider à la réélection d'une présidente américaine en difficulté et pour trouver des gisements d'hélium 3 sur la face cachée de la Lune, élément nécessaire à une future exploration spatiale. Les deux astronautes tombent sur une patrouille de nazis qui se cachent sur la Lune. L'un est abattu, l'autre, un afro-américain nommé Washington, est capturé.
Il est livré au docteur Richter pour examens et interrogatoire. Le scientifique l'utilise (à son insu) comme cobaye dans une expérience d'aryanisation qui va le rendre blanc, et s'empare du smartphone de l'astronaute. Richter comprend que la petite machine a une puissance de calcul qui dépasse tout ce que les nazis ont pu construire sur la Lune, et constitue la pièce manquante pour achever l'arme ultime pour conquérir la Terre. Le commandant nazi Adler voit l'occasion de réaliser ses ambitions de prise du pouvoir pour remplacer Kortzfleisch, le Führer malade. Mais le téléphone s'éteint, batterie déchargée ; Adler obtient le commandement d'une mission visant à retourner sur Terre afin de s'en procurer un autre et de parlementer avec la présidente ; dans ce but la mission comprend Washington, qui connaît la présidente depuis qu'elle l'a sélectionné pour le côté médiatique de la mission, et fait semblant de collaborer ; en outre, Renate, la fille de Richter, institutrice convaincue que le nazisme est une doctrine de paix et d'amour, et promise à Adler en raison de leurs caractéristiques génétiques, embarque en secret et révèle sa présence lors de l'atterrissage au nord de New York.
Sur Terre, le Conseil de sécurité des Nations unies se réunit à la suite de la destruction de la mission lunaire et le délégué américain a du mal à cacher les visées exploratoires de la mission.
Washington présente Adler à Vanessa Wagner, qui est chargée de la communication de la candidate. N'ayant plus besoin de son prisonnier, Adler l'abandonne à son sort. Wagner est subjuguée par le charisme d'Adler et décide d'en faire la pièce maîtresse de la campagne électorale en cours, reprenant ses discours nazis, ce qui subjugue les électeurs ; en outre, Adler oublie Renate, Wagner lui étant bien plus utile. Washington, lui, essaye d'alerter le public mais nul ne le croit.
Trois mois plus tard, le chemin de Renate croise à nouveau la route de Washington qui lui fait comprendre la réalité du régime nazi qui est soigneusement cachée aux exilés lunaires, et elle le rejoint dans sa lutte. Adler, lui, estime le moment venu pour déclencher son coup d'État mais il est devancé par Kortzfleisch qui ne lui a jamais fait confiance et qui est venu spécialement sur Terre pour l'exécuter. Wagner parvient à désarmer un garde et à éliminer Kortzfleisch et ses sbires. Adler décide de regagner la Lune avec une tablette pour alimenter les mémoires d'un vaisseau spatial géant en construction depuis quarante ans, décidant de laisser Wagner derrière lui, ne l'estimant pas assez digne en fin de compte pour lui. Furieuse, Wagner dénonce les actes d'Adler à la Présidente qui se voit ravie de l'invasion nazie imminente car cela lui assurerait une réélection facile.
Sous les ordres d'Adler, la flotte nazie attaque la Terre et bombarde la planète avec des météores depuis l'orbite terrestre afin de laisser le temps au nouveau dirigeant nazi de mettre en marche le vaisseau géant. La présidente confie à Wagner le commandement d'une pseudo navette d'exploration spatiale, en réalité un croiseur armé de têtes nucléaires, et la charge de détruire la flotte ennemie avec l'aide des autres stations orbitales, qui toutes se révèlent être en fait des vaisseaux armés. Une fois la flotte nazie détruite, les vaisseaux terriens se dirigent vers la base lunaire et la détruisent en grande partie, mais ils ne peuvent rien faire contre le Soleil Noir qu'Adler a activé pour détruire la Terre. Washington et Renate ont embarqué en secret dans le vaisseau. Renate charge son ami d'aller détruire les moteurs pendant qu'elle va retrouver Adler pour le tuer. Impatient, Adler détruit une partie de la Lune car il ne veut pas attendre de voir la Terre se lever pour détruire la planète. Renate s'infiltre dans le centre de commandement et tue Adler pendant que Washington se bat contre Richter avant de le tuer et de détruire le matériel informatique. Le Soleil Noir, privé d'énergie, s'écrase sur la Lune. Renate et Washington s'échappent séparément dans des capsules et regagnent les ruines de la base lunaire. L'astronaute a trouvé de quoi effacer son albinisme et redevient noir à sa grande satisfaction et à celle de Renate qui l'embrasse au grand scandale des survivants.
Sur Terre, le conseil de sécurité s'émeut de voir la présidente américaine proclamer la mainmise sur les réserves nazies d'hélium 3 et une bagarre générale éclate. Dans l'espace, les anciens alliés se détruisent mutuellement pendant que la Terre succombe à une guerre nucléaire provoquée par la ruée sur l'hélium 3.
Scène post-générique
Alors que le générique se déroule, le plan sur la Terre s'élargit. Il se conclut par l'apparition de la planète Mars au premier plan, accompagnée d'un satellite artificiel en orbite autour d'elle. On observe sur la surface de la planète une base secrète représentant le symbole de l’Union Soviétique [la base secrète apparait à la fin du générique de Iron Sky : The Coming Race qui fait suite à Iron Sky]

## Fiche technique
- Titre : Iron Sky
- Réalisation : Timo Vuorensola
- Scénario : Michael Kalesniko et Timo Vuorensola, d'après une histoire originale de Johanna Sinisalo
- Direction artistique : Jussi Lehtiniemi et Astrid Poeschke
- Décors : Ulrika von Vegesack
- Costumes : Jake Collier
- Photographie : Mika Orasmaa
- Montage : Suresh Ayyar
- Musique : Laibach
- Production : Tero Kaukomaa (en), Oliver Damian, Cathy Overett, Mark Overett et Samuli Torssonen
- Sociétés de production : Energia Productions et Blind Spot Pictures (en)
- Sociétés de distribution : Entertainment One (États-Unis), Walt Disney Studios Motion Pictures Finland (Finlande), Condor Entertainment (France)
- Budget : 7 500 000 euros
- Pays d'origine :  Finlande,  Allemagne,  Australie
- Langues officielles : anglais, allemand
- Format : couleur
- Genre : science-fiction humoristique
- Durée : 93 minutes
- Dates de sortie :
  -  Finlande : 4 avril 2012
  -  Allemagne : 5 avril 2012
  -  France : 18 février 2013 (DVD)
- Interdit aux moins de 12 ans

## Distribution
- Julia Dietze : Renate Richter
- Götz Otto : Klaus Adler
- Christopher Kirby (de) : James Washington
- Tilo Prückner : Docteur Richter
- Udo Kier : Wolfgang Kortzfleisch
- Peta Sergeant : Vivian Wagner
- Alexis Murciano : sosie d'Adolphe Hitler
- Stephanie Paul : la présidente des États-Unis

### Personnages
Klaus Adler : nazi convaincu, commandant ambitieux et intelligent, Klaus a pour but ultime la prise du pouvoir. Il sait utiliser son charisme et ses charmes pour manipuler ses proches afin de les utiliser comme des pions. Séduit par Renate, la fille du scientifique en chef, il est plus impressionné par sa pureté génétique que par ses sentiments et rêve un moment de faire de la jeune femme la mère des futurs leaders nazis. Il décide cependant de faire passer ses ambitions politiques avant tout et de remplacer Renate par Wagner qui lui est plus utile pour parvenir à ses fins.
James Washington : de son propre aveu, Washington est juste un beau mec qui présente bien et qui a été sélectionné pour être le premier noir sur la Lune pour son charisme médiatique. Prisonnier sur la Lune, James se montre cependant assez intelligent pour cacher ses vraies opinions pour survivre. Une fois conscient du danger que représente les nazis, il tente d'avertir le public mais ayant changé de couleur de peau et étant officiellement mort, il ne peut se faire entendre et se marginalise rapidement. Il tombe lentement amoureux de Renate et décide de la suivre quand elle repart pour la Lune.
Renate Richter : institutrice, Renate a pour charge d'enseigner les préceptes du nazisme à ses élèves, ignorant la véritable portée de l'idéologie car les dirigeants nazis ont soigneusement édulcoré l'idéologie présentée au bas peuple sous sa coulpe sur la Lune. Renate se rend compte des manipulations et des mensonges dans lesquelles elle a vécu toute sa vie en constatant que le Dictateur de Chaplin n'est pas comme elle le croyait un court métrage de dix minutes à la gloire d'Hitler mais une dénonciation politique du régime totalitaire. Renate a des sentiments pour Adler mais elle sait que lui ne la voit que comme un objet de reproduction, aussi laisse-t-elle cette place peu enviable à Wagner.
Vanessa Wagner : publiciste de talent, Vanessa est chargée de la campagne de réélection de la présidente mais elle est incapable de trouver un angle satisfaisant. Sa rencontre avec Adler lui donne l'occasion de démontrer son talent en usant de thèmes nazis sous-jacents pour booster la popularité de la présidente. Amoureuse d'Adler, elle est prête à trahir son pays mais quand Adler la repousse, elle le dénonce et ses liens d'amitié avec la présidente lui donne le commandement du George W. Bush, un croiseur spatial censé être une navette d'exploration à destination de Mars. Vanessa se révèle être une commandante de vaisseau efficace mais elle meurt quand la flotte alliée se retourne contre elle après la victoire contre les nazis.
La présidente des États-Unis : non nommée, mais bâtie sur le physique et le caractère de Sarah Palin. La présidente est en position défavorable pour sa réélection et elle use de ses opérations médiatiques pour renverser la vapeur. Malgré son allure quelconque et vulgaire, la présidente se révèle être retorse et assez expérimentée pour saisir sa chance quand elle se présente.

## Production
Le projet Iron Sky, né en 2006, est produit par Energia Productions et Blind Spot Pictures (en) en Finlande, et coproduit par 27 Films en Allemagne — grâce à la représentation d'une aguiche au Festival de Cannes 2008 — et par New Holland Pictures en Australie, ayant signé après le même festival en 2010.
Le thème est inspiré des OVNI du IIIe Reich, où des machines volantes utilisant l'antigravité ou quelque dispositif mystérieux, construites en secret, auraient été opérationnelles durant la période du Troisième Reich en Allemagne. C'est le réalisateur Timo Vuorensola qui y travaille en compagnie de Michael Kalesniko.
Pour son rôle de la présidente des États-Unis, Stephanie Paul s'est inspiré de la gouverneure de l'Alaska Sarah Palin.
Les scènes de tournage ont été filmées en caméra Red One en Allemagne en novembre-décembre 2010 et en Australie en janvier-février 2011.

## Accueil

### Sortie
Iron Sky est projeté en avant-première au 62e édition du Festival international du film de Berlin, le 11 février 2012 avant la sortie officielle en Finlande, le 4 avril 2012, et en Allemagne, le jour suivant.

### Critique
Sur l'agrégateur américain Rotten Tomatoes, le film récolte 38 % d'opinions favorables pour 42 critiques.

## Distinctions

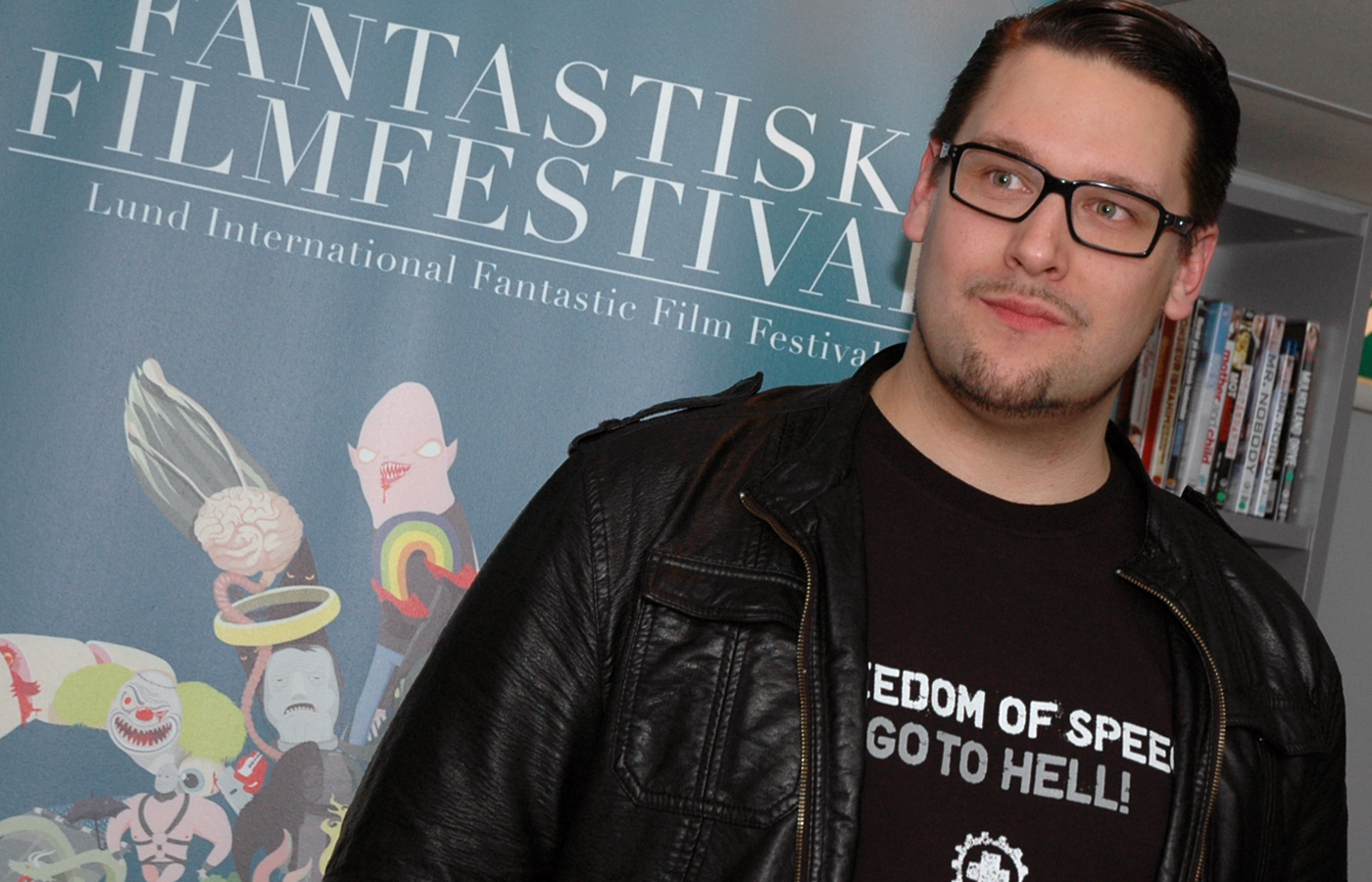
Timo Vuorensola au Festival international du film fantastique de Lund en Suède.

### Récompenses
- Méliès d’Argent au Festival international du film fantastique de Bruxelles 2012
- Pégase au Festival international du film fantastique de Bruxelles 2012
- Meilleurs effets spéciaux au Australian Academy of Cinema and Television Arts Awards 2013
- Meilleur décorateur à la cérémonie des Jussi 2013, pour Ulrika von Vegesack

### Nominations
- Prix nouveau genre à L'Étrange Festival 2012
- Prix du public à L'Étrange Festival 2012
- Corbeau d'or au Festival international du film fantastique de Bruxelles 2012
- Festival international du film fantastique de Gérardmer 2013

## Analyse
- La présidente des États-Unis ressemble fortement à Sarah Palin. Son vaisseau spatial est d'ailleurs nommé d'après George W. Bush, qui a été le dernier président républicain avant l'élection de l'ancienne gouverneure de l'Alaska, elle-même républicaine, au moment où se passe le film.
- À l'instar de George W. Bush, la présidente des États-Unis est victime d'un lancer de chaussures lors d'une conférence.
- Lorsque la présidente des États-Unis se rend compte que la plupart des nations disposent elles-mêmes de leurs propres vaisseaux, elle demande laquelle d'entre elles n'en a pas développé en secret. Seul le représentant de la Finlande, pays d'origine du réalisateur, lève la main.